# Persone di cognome Amato
| Questa pagina contiene informazioni ricavate automaticamente dalle voci biografiche con l'ausilio del template Bio e di un bot. L'aggiornamento è periodico e automatico e ricostruisce completamente la pagina. Se manca una persona in questa lista, sei pregato di non aggiungerla, ma accertati piuttosto che la sua voce biografica contenga il template Bio e che i dati anagrafici siano correttamente compilati. Se il template Bio manca, inseriscilo tu stesso o, in alternativa, metti l'avviso {{tmp\|Bio}} che ne segnala la mancanza. Se i dati riportati sono sbagliati, correggi direttamente la voce biografica; le modifiche saranno visibili in questa lista entro pochi giorni. Per chiarimenti vedi il progetto biografie. La lista contiene solo le 48 persone che sono citate nell'enciclopedia e per le quali è stato implementato correttamente il template Bio. Pagina aggiornata al 22 ott 2022. |

Questa è una lista di persone presenti nell'enciclopedia che hanno il cognome Amato, suddivise per attività principale.

## Allenatori di calcio
- Carmine Amato, allenatore di calcio e ex calciatore italiano (Marigliano, n.1965)

## Allenatori di hockey su pista
- Francesco Amato, allenatore di hockey su pista e ex hockeista su pista italiano (Giovinazzo, n.1968)

## Architetti
- Giacomo Amato, architetto italiano (Palermo, n.1643 - Palermo, † 1732)
- Paolo Amato, architetto italiano (Ciminna, n.1634 - Palermo, † 1714)

## Attori
- Gaetano Amato, attore, scrittore e politico italiano (Castellammare di Stabia, n.1957)
- Gerardo Amato, attore e regista teatrale italiano (Ascoli Satriano, n.1949)
- Giusy Amato, attrice e conduttrice televisiva italiana (Trapani, n.1964)
- Maria Amato, attrice italiana (Vittoria, n.1965)
- Massimiliano Amato, attore, regista e sceneggiatore italiano (Roma, n.1963)
- Stefano Amato, attore italiano (Roma, n.1957 - Madrid, † 2005)
- Vincenzo Amato, attore italiano (Palermo, n.1966)

## Avvocati
- Nicolò Amato, avvocato italiano (Messina, n.1933 - Roma, † 2021)
- Stanislao Amato, avvocato e politico italiano (Cosenza, n.1879 - Cosenza, † 1944)

## Baritoni
- Pasquale Amato, baritono italiano (Napoli, n.1878 - New York, † 1942)

## Calciatori
- Gabriel Amato, ex calciatore argentino (Mar del Plata, n.1970)

## Cantanti
- Alberto Amato, cantante e attore italiano (Napoli, n.1912 - Napoli, † 2006)
- Carmen Amato, cantante italiana (Tunisi, n.1956)

## Cardinali
- Angelo Amato, cardinale e arcivescovo cattolico italiano (Molfetta, n.1938 - Roma, † 2024)

## Cestisti
- Andrea Amato, cestista italiano (Milano, n.1994)

## Compositori
- Silvio Amato, compositore e pianista italiano (Catania, n.1961)

## Direttori teatrali
- Anthony Amato, direttore teatrale e produttore teatrale statunitense (Minori, n.1920 - New York, † 2011)

## Generali
- Attilio Amato, generale italiano (Lucera, n.1890)
- Luigi Amato, generale italiano (Molfetta, n.1883 - Molfetta, † 1964)
- Riccardo Amato, generale italiano (Salerno, n.1955)

## Ginnasti
- Elena Amato, ex ginnasta italiana (Como, n.1983)

## Hockeisti su pista
- Samuel Amato, hockeista su pista argentino (Cuyo (Argentina), n.1984)

## Imprenditori
- Antonio Amato, imprenditore italiano (San Cipriano Picentino, n.1901 - Salerno, † 1979)
- Luigi Amato, imprenditore e politico italiano (Napoli, n.1910 - Napoli, † 1977)

## Mafiosi
- Raffaele Amato, mafioso italiano (Napoli, n.1965)

## Magistrati
- Mario Amato, magistrato italiano (Palermo, n.1937 - Roma, † 1980)

## Matematici
- Vincenzo Amato, matematico italiano (Taranto, n.1881 - Catania, † 1963)
- Roberto Amato , matematico italiano, Università di Messina (Messina, n.1959)

## Pianisti
- Donna Amato, pianista statunitense (Pittsburgh)

## Pittori
- Giovanni Antonio Amato, pittore italiano (Napoli, n.1475 - † 1555)
- Orazio Amato, pittore e politico italiano (Anticoli Corrado, n.1884 - Roma, † 1952)

## Poeti
- Roberto Amato, poeta italiano (Viareggio, n.1953)
- Saverio Costantino Amato, poeta e scrittore italiano (Nocera Inferiore, n.1816 - Nocera Inferiore, † 1837)

## Politici
- Giuliano Amato, politico, giurista e accademico italiano (Torino, n.1938)
- Giuseppe Amato, politico italiano (Licata, n.1941)
- Maria Amato, politica italiana (Chieti, n.1958)
- Paolo Amato, politico e pubblicista italiano (Ebolowa, n.1954)
- Pino Amato, politico italiano (Torino, n.1930 - Napoli, † 1980)

## Produttori cinematografici
- Giuseppe Amato, produttore cinematografico, attore e sceneggiatore italiano (Napoli, n.1899 - Roma, † 1964)

## Pugili
- Francesca Amato, pugile italiana (Napoli, n.1989)

## Registi
- Francesco Amato, regista, sceneggiatore e docente italiano (Torino, n.1978)
- Giorgio Amato, regista, scrittore e sceneggiatore italiano (Milano, n.1969)

## Scrittori
- Stefano Amato, scrittore e traduttore italiano (Siracusa, n.1977)

## Trombettisti
- Giovanni Amato, trombettista e compositore italiano (Nocera Inferiore, n.1967)

## Wrestler
- Sara Del Rey, ex wrestler statunitense (Martinez, n.1980)